# Gaspésie-Îles-de-la-Madeleine
Gaspésie–Îles-de-la-Madeleine è una regione amministrativa della provincia del Québec. Ha una superficie di 6.921 km², e nel 2006 possedeva una popolazione di 20.308 abitanti.

## Suddivisioni
La regione si compone di 5 municipalità regionali di contea.
Municipalità Regionali di Contea
- Avignon
- Bonaventure
- La Côte-de-Gaspé
- La Haute-Gaspésie
- Le Rocher-Percé

Riserve indiane autoctone al di fuori delle MRC
- Riserva Indiana d'Gesgapegiag
- Riserva Indiana di Listuguj